# 줄리아 파르네세

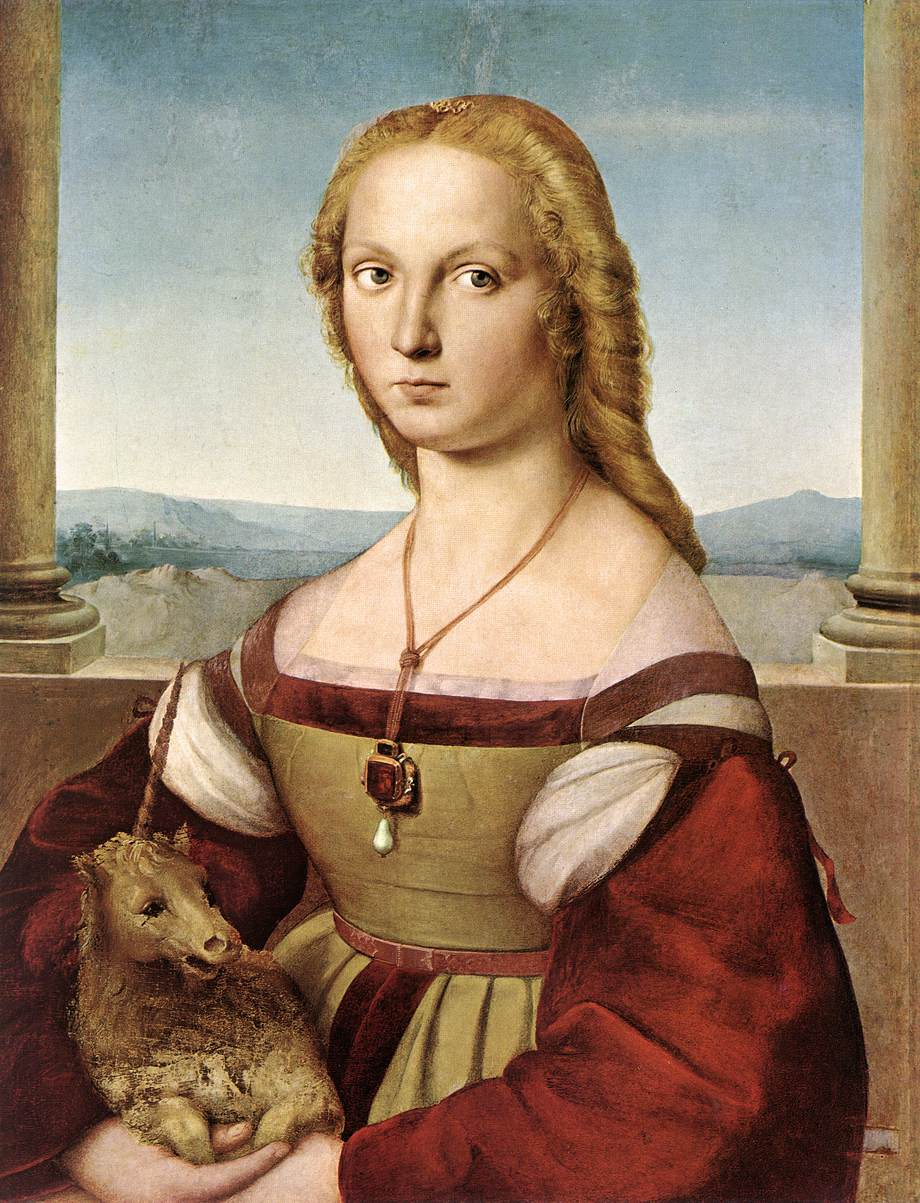
라파엘로가 그린 추정 초상화

줄리아 파르네세(이탈리아어: Giulia Farnese, 1474년 - 1524년 3월 23일)는 교황 알렉산데르 6세의 정부(情婦) 가운데 한 사람이다. 그녀는 이탈리아어로 ‘아름다운 줄리아’라는 뜻의 줄리아 라 벨라(Giulia la bella)라는 별명으로 유명하다. 로렌초 푸치니는 그녀를 “볼수록 점점 사랑스러운 여인”이라고 묘사했다. 알렉산데르 6세의 아들인 체사레 보르자는 그녀를 “어두운 혈색, 검은 눈동자, 동그란 얼굴 그리고 어떤 특유의 열정을 가지고 있었다.”라고 묘사하였다.

## 일대기

### 가족
줄리아 파르네세는 이탈리아 라티움 카니노에서 피에르 루이지 파르네세와 조반나 가에타니 사이에서 태어났다. 그녀의 외가인 가에타니 가문은 교황 보니파시오 8세(1294-1303)를 배출한 집안이었다. 줄리아에게는 네 남매가 있었다. 첫째인 알레산드로(훗날의 교황 바오로 3세)는 공증인으로 일하다가 나중에 성직자가 되었다. 둘째인 바르톨로메오는 몬탈토의 영주가 되었으며, 롤란다 모날데스키와 혼인하였다. 셋째 안젤로는 렐라 오르시니와 혼인하였다. 넷째는 여자인 지롤라마였다.

### 결혼과 알렉산데르 6세와의 애증관계
1489년 5월 21일, 줄리아 파르네세는 로마의 오르시노 오르시니와 혼인하였다. 줄리아의 지참금은 3천 플로린이었다. 그녀와 결혼한 오르시노 오르시니는 야심으로 가득찬 아드리아나 데 밀라의 의붓아들이자 교황청 차관 로드리고 보르자 추기경(훗날의 교황 알렉산데르 6세)의 팔촌이었다. 전해지는 말에 따르면, 오르시노는 사팔눈에다가 자신감이라고는 전혀 찾아볼 수가 없는 사람이었다고 한다. 줄리아 파르네세가 언제부터 알렉산데르 6세와 눈이 맞아 애증 관계로 발전하여 그의 정부가 되었는지는 확인할 길이 없다. 보르자의 사촌지간이었던 시어머니 아드리아나 데 밀라도 두 사람의 관계를 알고 이를 인정하였으며, 그 결과 바티칸에서 자신의 아들과 더불어 높은 위치를 차지하게 되었다. 1493년 11월부터 줄리아는 아드리아나와 알렉산데르 6세의 딸 루크레치아 보르자와 함께 바티칸 바로 옆에 지은 궁전에서 살면서 알렉산데르 6세와 은밀한 만남을 이어갔다. 당시 사람들 사이에서 두 사람의 정사(情事)는 좋지 않은 소문과 험담의 이야깃거리였으며, 줄리아를 가리켜 ‘교황의 매춘부’, ‘그리스도의 다리’ 등의 말로 비꼬았다. 줄리아와 루크레치아는 서로 친밀한 벗이 되었다.
알렉산데르 6세는 자신의 정부인 줄리아의 오빠인 알레산드로 파르네세를 추기경에 서임하였다. 그 때문에 알레산드로에게는 ‘속치마 추기경’이라는 별명이 붙었다.
줄리아는 라우라(Laura)라는 딸을 낳았는데, 라우라의 아버지가 오르시노인지 알렉산데르 6세인지는 명확하지가 않다. 1494년, 줄리아는 셋째 오빠인 안젤로의 임종을 지키려고 그가 사는 카포디몬테로 떠남으로써 교황의 노여움을 샀다. 그녀는 남편인 오르시노의 협박으로 오빠가 죽은 후에도 로마로 되돌아가지 못하였다. 그러나, 교황의 압력으로 오르시노가 결국 굴복하여 줄리아는 로마로 다시 돌아가기 위해 길을 떠났다. 같은 시간, 샤를 8세가 이끄는 프랑스군이 이탈리아를 침공하는 사건이 발생하였다. 줄리아는 로마로 돌아가던 도중에 프랑스군 사령관 이브 달레그레에게 포로로 사로잡히고 만다. 그녀는 교황이 프랑스군의 요구를 받아들여 3천 스쿠디를 프랑스측에 지불하고나서야 겨우 풀려나 로마로 돌아올 수 있었다.
이후 1499년부터 1500년까지 줄리아는 교황의 정부로 남아 있었다. 시간이 흐르면서 그녀는 자신이 나이를 먹어감에 따라 교황의 애정이 점차 시들어져가고 있다는 것을 눈치했다. 마리아 벨론치는 아드리아나의 중재로 두 사람이 원만하게 헤어졌다고 주장하였다. 이 시기에 줄리아의 남편인 오르시노가 사망하였다. 이에 줄리아는 로마로부터 멀리 떨어진 카르보냐노로 떠났다. 카르보그나노는 알렉산데르 6세가 오르시노에게 하사한 마을이었다. 3년 후에는 알렉산데르 6세도 선종하였다.

### 말년
줄리아는 1505년 자기 딸 라우라의 결혼 문제로 로마로 다시 돌아왔다. 라우라는 교황 율리오 2세의 누이의 아들인 니콜로 델라 로베레와 혼인하였다. 과부가 된 지 1년째 되는 날, 줄리아는 보주토의 조반니 카페체와 재혼하였다. 그는 나폴리 왕국의 명망 높은 귀족 가문 출신이었다. 1506년, 줄리아는 카르보그나노의 영주가 되었다. 줄리아는 1522년까지 카르보그나노를 떠나지 않았다. 1522년이 되자 그녀는 카르보그나노를 떠나 로마로 돌아갔다.
그녀는 자신의 첫째 오빠인 알레산드로 추기경의 저택에서 숨을 거두었다. 그녀의 나이 50세가 되던 해였다. 죽음의 원인에 대해서는 알려진 바가 없다. 그로부터 10년 후, 그녀의 첫째 오빠인 알레산드로 추기경은 교황으로 선출되어 바오로 3세라는 이름으로 착좌하였다. 라우라와 니콜로는 세 명의 아들을 낳았으며, 오르시니 가문의 재산을 상속받았다.